# Ендрю Джонсон (футболіст)
Ендрю Джонсон (англ. Andy Johnson, нар. 10 лютого 1981, Бедфорд) — колишній англійський футболіст, нападник.

## Клубна кар'єра
У дорослому футболі дебютував 1997 року виступами за «Бірмінгем Сіті», в якому провів п'ять сезонів, взявши участь у 104 матчах чемпіонату. Більшість часу, проведеного у складі «Бірмінгем Сіті», був основним гравцем атакувальної ланки команди.
Своєю грою за цю команду привернув увагу представників тренерського штабу клубу «Крістал Пелес», до складу якого приєднався 30 липня 2002 року. Відіграв за лондонський клуб наступні чотири сезони своєї ігрової кар'єри. Граючи у складі «орлів», також здебільшого виходив на поле в основному складі команди. У складі «Крістал Пелес» був одним з головних бомбардирів команди, маючи середню результативність на рівні 0,53 голу за гру першості.

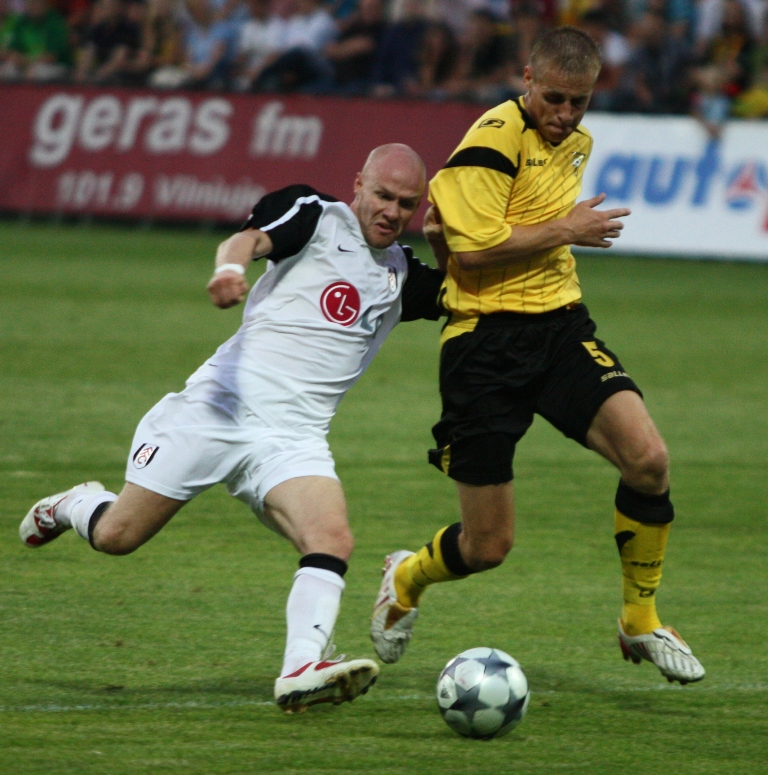
Ендрю Джонсон (ліворуч) під час вистцпів за «Фулгем». 30 липня 2009 року.

30 травня 2006 року уклав контракт з «Евертоном», у складі якого провів наступні два роки своєї кар'єри гравця. Тренерським штабом нового клубу також розглядався як гравець «основи».
До складу «Фулгема» приєднався 7 серпня 2008 року, в складі якого він дійшов до фіналу Ліги Європи 2009/10. Граючи у складі «Фулгема», також здебільшого виходив на поле в основному складі команди.
Протягом 2012—2014 років захищав кольори «Квінз Парк Рейнджерс», проте основним гравцем не став навіть після вильоту «обручів» у Чемпіоншіп.
3 вересня 2014 року Джонсон на правах вільного агента підписав короткостроковий контракт з «Крістал Пелес», проте на початку січня 2015 року по завершенні контракту покинув клуб, зігравши за цей час лише один матч у Кубку Ліги.

## Виступи за збірну
Залучався до складу молодіжної збірної Англії, грав у її складі на молодіжному чемпіонаті світу 1999 року. Англійці виступили вкрай невдало, посівши останнє місце в групі.
9 лютого 2005 року дебютував в офіційних матчах у складі національної збірної Англії в грі проти збірної Нідерландів. Всього провів у формі головної команди країни 8 матчів за три роки виступів.

## Досягнення
- Гравець року в «Крістал Пелес»: 2004, 2005